# José Carlos Martínez
José Carlos Martínez Muñoz (Cartagena, 29 aprile 1969) è un ballerino e coreografo spagnolo, Danseur Étoile del Balletto dell'Opéra di Parigi dal 1997 al 2010.

## Biografia
Dopo aver studiato a Cartagena si perfezionò al Centre de Danse International Rosella Hightower di Cannes. Nel 1987 Martínez vinse il Prix de Lausanne ed entrò alla Scuola di danza dell'Opéra di Parigi. Nel 1988 entrò nella compagnia del Balletto dell'Opéra di Parigi, di cui divenne Danseur Etoile nel 1997. Nel 1992 vinse la medaglia d'oro al Concorso internazionale di balletto di Varna. Ad oggi rimane l'unico ballerino ad aver vinto la medaglia d'oro al Concorso internazionale di balletto di Varna, il Prix de Lausanne, il Prix Benois de la Danse e il Premio Nacional de Danza.
A Parigi danzò la gran parte dei grandi ruoli maschili del repertorio neoclassico e romantico, danzando ne Il lago dei cigni, Giselle, Don Chisciotte, La bella addormentata, Lo schiaccianoci, La Bayadère, Romeo e Giulietta e La Sylphide, eseguendo le coreografie di Frederick Ashton, George Balanchine, Kenneth MacMillan, Antony Tudor, Serge Lifar, Harald Lander e John Cranko. Ha ballato anche opere di danza contemporanea di Maurice Béjart, John Neumeier, Mats Ek, William Forsythe, Jiří Kylián, Martha Graham, Roland Petit e Pina Bausch. Nel corso della sua carriera ha danzato al Teatro alla Scala, al Teatro Bolshoi, al Teatro Marrinsky, all'English National Ballet, al Nuovo Teatro dell'Opera di Tokyo e alla Berlin Staatsoper.
Dal 2010 è il direttore artistico della Compagnia nazionale spagnola di danza.
Nell'ottobre 2022 viene nominato direttore del balletto dell'Opéra di Parigi.